# محمد مطر
محمد مطر هو لاعب كرة قدم فلسطيني يلعب في مركز حراسة المرمى ويلعب حالياً في نادي خدمات النصيرات بعد أن إنتقل من نادي خدمات الشاطئ.